# Badolatosa
Badolatosa település Spanyolországban, Sevilla tartományban. Badolatosa Casariche, Lucena, Puente Genil, Aguilar de la Frontera és Alameda községekkel határos. Lakosainak száma 3078 fő (2024).

## Népesség
A település népessége az elmúlt években az alábbi módon változott:
| Lakosok száma | 3198 | 3178 | 3218 | 3214 | 3214 | 3150 | 3121 | 3078 | 3112 | 3078 |
|               | 2001 | 2004 | 2007 | 2009 | 2012 | 2014 | 2017 | 2019 | 2022 | 2024 |